# Ректоры Казанского университета
Ректоры Казанского университета со времени его основания:
| Имя                                | Изображение | Годы жизни | Годы руководства | Дополнение                                                                              |
| Илья Фёдорович Яковкин             |             | 1764—1836  | 1805—1813        | «профессор-директор» Казанского императорского университета                             |
| Иван Осипович Браун                |             | 1774—1819  | 1813—1819        | первый избранный ректор                                                                 |
| Гавриил Ильич Солнцев              |             | 1786—1866  | 1819—1820        | избран, во время ректорства произошла ревизия М. Л. Магницкого                          |
| Григорий Борисович Никольский      |             | 1785—1844  | 1820—1823        | избран                                                                                  |
| Карл Фёдорович Фукс                |             | 1776—1846  | 1823—1827        | избран, во время ректорства произошла отставка попечителя университета М. Л. Магницкого |
| Николай Иванович Лобачевский       |             | 1792—1856  | 1827—1846        | избран, первый ректор из выпускников университета                                       |
| Иван Михайлович Симонов            |             | 1794—1855  | 1846—1854        | назначен                                                                                |
| Осип Михайлович Ковалевский        |             | 1800—1878  | 1855—1860        | назначен                                                                                |
| Александр Михайлович Бутлеров      |             | 1828—1886  | 1860—1863        | назначен                                                                                |
| Евграф Григорьевич Осокин          |             | 1818—1880  | 1863—1872        | избран                                                                                  |
| Николай Александрович Кремлёв      |             | 1832—1910  | 1872—1876        | избран                                                                                  |
| Евграф Григорьевич Осокин          |             | 1818—1880  | 1876—1880        | повторно                                                                                |
| Николай Осипович Ковалевский       |             | 1840—1891  | 1880—1882        | избран                                                                                  |
| Николай Никитич Булич              |             | 1824—1895  | 1882—1885        | избран                                                                                  |
| Николай Александрович Кремлёв      |             | 1832—1910  | 1885—1889        | повторно                                                                                |
| Константин Васильевич Ворошилов    |             | 1842—1899  | 1889—1899        | назначен                                                                                |
| Дмитрий Иванович Дубяго            |             | 1849—1918  | 1899—1905        | назначен                                                                                |
| Николай Матвеевич Любимов          |             | 1852—1906  | 1905—1906        |                                                                                         |
| Николай Павлович Загоскин          |             | 1851—1912  | 1906—1909        | избран                                                                                  |
| Григорий Фёдорович Дормидонтов     |             | 1852—1919  | 1909—1917        | избран                                                                                  |
| Дмитрий Александрович Гольдгаммер  |             | 1860—1922  | 1918             | и. о. ректора                                                                           |
| Евгений Александрович Болотов      |             | 1870—1922  | 1918—1921        | ректор                                                                                  |
| Александр Александрович Овчинников |             | 1874—1936  | 1921—1922        |                                                                                         |
| Михаил Николаевич Чебоксаров       |             | 1878—1932  | 1922—1923        |                                                                                         |
| Василий Васильевич Чирковский      |             | 1871—1956  | 1923—1925        |                                                                                         |
| Андрей Иванович Луньяк             |             | 1881—1957  | 1926—1928        |                                                                                         |
| Пётр Николаевич Галанза            |             | 1893—1982  | 1928—1929        |                                                                                         |
| Моисей Абрамович Сегаль            |             | 1891―1945  | 1929—1930        |                                                                                         |
| Гимаз Богаутдинович Богаутдинов    |             | 1897―1938  | 1930—1931        |                                                                                         |
| Носон-Бер Залманович Векслин       |             | 1897―1942  | 1931—1935        | директор университета                                                                   |
| Гильм Хайревич Камай               |             | 1901—1970  | 1935—1937        |                                                                                         |
| Кирилл Прокофьевич Ситников        |             | 1899—1988  | 1937—1951        |                                                                                         |
| Дмитрий Яковлевич Мартынов         |             | 1906—1989  | 1951—1954        |                                                                                         |
| Михаил Тихонович Нужин             |             | 1914—1983  | 1954—1979        | назначен; около университета установлен бюст М. Т. Нужина                               |
| Александр Иванович Коновалов       |             | 1934—2021  | 1979—1990        |                                                                                         |
| Юрий Геннадьевич Коноплёв          |             | 1939—2023  | 1990—2001        |                                                                                         |
| Мякзюм Халимуллович Салахов        |             | род. 1951  | 2002—2010        | избран 3 апреля 2002 года на конференции коллектива КГУ                                 |
| Ильшат Рафкатович Гафуров          |             | род. 1961  | 2010—2021        | назначен 9 апреля 2010 года распоряжением Правительства Российской Федерации            |
| Дмитрий Альбертович Таюрский       |             | род. 1963  | 2021—2022        | временно исполняющий обязанности                                                        |
| Ленар Ринатович Сафин              |             | род. 1969  | с 2022           |                                                                                         |